# مهدي شريفي
مهدي شريفي ((بالفارسية: مهدی شریفی)؛ مواليد 16 أغسطس 1992 في أصفهان، إيران) هو لاعب كرة قدم إيراني يلعب مع نادي تراكتور سازي في دوري المحترفين الإيراني كمهاجم. مثّل منتخب إيران لكرة القدم. بدأ مهدي شريفي مسيرته الرياضية عام 2010 مع نادي سباهان نوين.

## روابط خارجية
- مهدي شريفي على موقع قاعدة بيانات كرة القدم.إي يو (الإنجليزية)
- مهدي شريفي على موقع ناشيونال فوتبول تيمز (الإنجليزية)
- مهدي شريفي على موقع Soccerway.com (الإنجليزية)